# Chabreloche
 Chabreloche  es una población y comuna francesa, situada en la región de Auvernia, departamento de Puy-de-Dôme, en el distrito de Thiers y cantón de Saint-Rémy-sur-Durolle.

## Demografía
| 1401 | 1490 | 1400 | 1421 | 1381 | 1323 |
| Para los censos de 1962 a 1999 la población legal corresponde a la población sin duplicidades (Fuente: INSEE [Consultar]) |      |      |      |      |      |